# Майлз Штром
Майлз Штром англ. Miles Straume — вигаданий персонаж телесеріалу «Загублені», який прибув на острів на кораблі «Kahana». Екстрасенс, здатний спілкуватися з померлими людьми. Майлз — син П'єра Чана і Лари Чан. Майлз знає або здогадується багато таємниць Острова, але поки нікому нічого не розповідає. Коли випала можливість виїхати з Острова, перед його переміщенням, він вирішив залишитися.

## Дитинство на Острові
Майлз народився на Острові. Його батьки — П'єр Чан і Лара Чан, були членами DHARMA Initiative. Одного разу вранці П'єр прокидається через плач Майлза. Лара говорить йому, що сьогодні його черга. Чан підходить до сина і починає заспокоювати. («Бо вас немає», 1-а серія 5-го сезону) Чан, також завжди читав Майлзу перед сном. («Деякі люблять холодніше», 13-а серія 5-го сезону) Через чотири місяці після народження Майлза, оголосили евакуацію жінок і дітей з острова, Чан сказав Ларі — щоб вона з сином поїхала з Острова. Вони попрощалися і Лара з Майлзом поїхали на підводному човні. («Прямуй за лідером», 15-а серія 5-го сезону)

## Поза Островом
Після острова, Майлз і Лара оселилися в Енсіно, штат Каліфорнія. Майлз ріс і з часом став розуміти, що володіє певними здібностями. Перший раз здібності проявилися у 8 років. Він почув голос людини. Коли він вбіг в його будинок, чоловік був мертвий. («Деякі люблять холодніше», 13-а серія 5-го сезону)
Кілька років потому, Майлз відвідує свою матір, яка дуже хвора і прикованна до ліжка. Хоча його мати була рада бачити його, вона запитала, чому він приїхав в гості, так як він не завжди приїжджав раніше, і він відповів, що він хоче дізнатися про свого батька. Вона сказала, що його батько загинув і вона не знає, де він похований. Але Лара нічого не сказала про життя на острові і про Дарму. («Деякі люблять холодніше», 13-а серія 5-го сезону)
Ставши дорослішим Майлз почав працювати екстрасенсом, розмовляючи із загиблими людьми. Одного разу він їхав в машині. Він слухав новини, де розповідалося, що всі 324 особи на рейсі Oceanic 815 загинули. Він приїжджає в будинок до жінки, онук якої був убитий. Вона попросила Майлза прогнати дух онука з кімнати. Взявши плату, Майлз пішов нагору. Він включив гучний прилад і почав розмовляти з духом. Він запитав, де що лежить. Він відсунув шафу, взяв пачку купюр і відсунув шафу на місце. Після всього він повернув бабусі половину плати. («Офіційно загиблі», 2-а серія 4-го сезону) Чарльз Відмор дізнався про його дар і прислав до нього Наомі Дорріт, щоб вона перевірила здібності Майлза і вмовила його поїхати на острів. Спочатку він відмовлявся, але коли Наомі сказала, що йому заплатять 1 мільйон 600 тисяч доларів він погодився. Пізніше виходячи з кафе з рибного тако, Майлза зловив хлопець по імені Брам і сказав йому, щоб він відмовився пливти на Острів, але він не послухав поради. («Деякі люблять холодніше», 13-а серія 5-го сезону)
Перед відплиттям корабля Майлз каже пройшовшому повз Кевіну Джонсону ці слова: «Тебе звуть не Кевін», а потім виголошує іншу фразу: «Але я збережу твій секрет». Кевін дивиться на нього з великим здивуванням. («Знайомтеся, Кевін Джонсон», 8-а серія 4-го сезону)

## Повернення на Острів
Майлз вилетів на Острів у складі наукової команди. Коли вертоліт потрапив у бурю, він, як і інші, змушений був стрибати з парашутом. Майлзу не пощастило, так як він жорстко приземлився на скелястий берег, втративши свідомість. Він прийшов в себе, коли його знайшли Деніел, Джек і Кейт. Коли Джек підійшов до нього Майлз різко схопився і, погрожуючи пістолетом, зажадав відвести до тіла Наомі. Кейт спробувала пояснити, сказавши, що її вбили не вони, а Локк. Вони відвели Майлза до її тіла, поспілкувавшись з нею Майлз повірив уцілілим, розповівши, що вони прилетіли за Бенджаміном Лайнусом. Несподівано до Майлза надходить сигнал від Шарлотти, медіум вже збирався піти туди, тримаючи на прицілі Джека і Кейт, але з джунглів вийшли Саїд і Джульєт і відняли у Майлза пістолет. («Офіційно загиблі», 2-а серія 4-го сезону) Днями пізніше Саїд віддає Майлза Джону, обмінюючи його на Шарлотту. В полоні у Локка, Майлз використовував Кейт, щоб переговорити з Беном, але був посаджений в човновий сарай з гранатою в роті. Після того, як Бен розповів Джону про свого шпигуна на кораблі, Майлза привели на загальні збори групи. Він підтвердив, що як тільки Бен буде схоплений, всіх інших вб'ють. Локк жартома згадав про можливу угоду між Майлзом і Беном. Він ще раз заявив, що Бен з тих людей, які завжди отримують те, чого хочуть. («Знайомтеся, Кевін Джонсон», 8-а серія 4-го сезону) Коли найманці атакували Казарми, Кімі звільнив Майлза, щоб той передав Бену рацію і повідомив про полонянку — Алекс. Він зробив все, як його просили, попутно заявивши, що з Клер, яку Соєр витягнув з-під уламків зруйнованого будинку, не все в порядку. Після смерті Алекс і атаки Монстра, Майлз приєднався до Соєра і Клер, котра несла Аарона, які вирішили повертатися на пляж. По дорозі Він почув голоси Карла і Руссо, які були поховані не дуже глибоко під землею. («Все хороше, що чекає нас вдома») Коли Деніел збирав групу для відправки на корабель, він відмовився від цієї пропозиції. Трохи пізніше, він висловив своє здивування Шарлотті, яка також вирішила залишитися на Острові, а потім зізнався, що знає про те, що вона вже була тут раніше. («Довгоочікуване повернення. Частина 2», заключна серія 4-го сезону)

## Цікаві факти
- Коли Майлз «спілкувався» з тілом Наомі, він говорив слова навпаки. Після розшифровки його голосу стало зрозуміло, що він говорив їй: «Ти повинна бачити наскрізь».
- Maelstrom (Майлз Стром) перекладається як «вир» або «вихір».